# Karla Souza
Pour les articles homonymes, voir Souza.
Karla Souza (née le 11 décembre 1985) est une actrice mexicaine.
Après des débuts remarqués au Mexique, elle se fait connaître du grand public, grâce à la série télévisée dramatique How To Get Away With Murder, dans laquelle elle interprète le personnage de Laurel Castillo (2014-2020). 

## Biographie

### Jeunesse et formation
Karla Olivares Souza est née à Mexico le 11 décembre 1985 d'un père chilien-américain et d'une mère mexicaine. Sa grand-mère, Elba Silva, a été assistante cuisinière pour la famille Rockefeller pendant vingt ans après avoir immigré à New York du Chili dans les années 1960. Ayant vécu à Aspen, Colorado jusqu'à l'âge de huit ans, Souza attribue l'immigration de sa grand-mère aux États-Unis comme la raison pour laquelle elle a un passeport américain.
Karla Souza a d'abord étudié le théâtre au Centro de Educatión Artística, une école de théâtre dirigée par Televisa, à Mexico. Elle a également fréquenté l'école de théâtre en France et faisait partie d'une compagnie de théâtre professionnelle qui a fait des tournées dans tout le pays. Alors qu'elle était encore en France, Souza a auditionné et a été sélectionnée pour participer à la télé-réalité française Star Academy, mais elle a décliné l'offre après avoir reçu une invitation à étudier à la London School (Central School of Speech and Drama).
Elle est diplômée de l'école en 2008 avec un baccalauréat des arts en interprétation. Vers la fin de ses études à Londres, elle a reçu un prix du PCC, [pas clair] traditionnellement présenté à l'actrice la plus prometteuse de Londres. Après avoir été choisie pour aller à Moscou, en Russie, avec Anatoly Smilianski pour un film intensif, elle est revenue à Mexico et a commencé à jouer à la télévision et au cinéma quand elle avait 22 ans.

### Vie privée
Karla Souza est polyglotte et parle couramment l'espagnol, l'anglais et le français. Elle est chrétienne.
En décembre 2013, elle s'est fiancée à Marshall Trenkmann (un banquier américain). Le couple s'est marié en Californie en mai 2014,. Ils ont trois enfants : Gianna, née en avril 2018, Luka, né en juin 2020 et Giulia, née en mars 2024.
Karla a donné une conférence TED à León le 21 mars 2015. Il était intitulé Sweet are the uses of Adversity. C'est devenu le talk-show TEDx espagnol le plus vu avec plus d'un million de vues[réf. nécessaire].
En février 2018, Souza est apparue dans l'émission de la journaliste mexicaine Carmen Aristegui et a révélé qu'elle avait été victime d'une agression sexuelle. Souza a déclaré qu'à l'âge de 22 ans, elle avait été violée par le directeur d'une émission de télévision dans laquelle elle travaillait ; elle n'a pas nommé son agresseur.

## Carrière

### Débuts au Mexique
Elle débute en 2009 à la télévision dans la telenovela mexicaine Verano de amor. Par la suite, elle joue dans les sitcoms mexicaines Los Héroes del Norte et La Clinica.
En 2011, elle est à l'affiche de la comédie From Prada to Nada.
En 2013, elle a également participé à deux succès au box-office mexicain, Nosotros los Nobles et Ni repris ni échangé.

### Passage à Hollywood

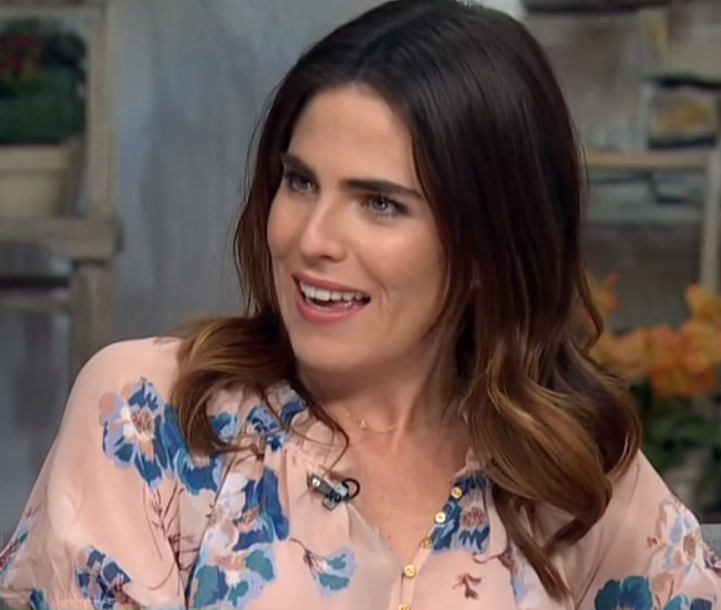
Lors d'une interview, en 2017.

En 2014, elle déménage à Los Angeles pour poursuivre sa carrière dans le cinéma américain. Elle rejoint cette même année la distribution principale de la série de Peter Nowalk et Shonda Rhimes, How to Get Away with Murder, dans le rôle de l'étudiante en droit Laurel Castillo.
En février 2015, elle apparaît en couverture du magazine Women’s Health. L'année suivante, elle est à l'affiche deux productions : D'abord dans un rôle secondaire pour la comédie d'action très mal reçue par les critiques, Sundown, avec Devon Werkheiser et Camilla Belle, puis la mexicaine, Le meilleur est à venir, dans laquelle elle occupe le premier rôle et qui bénéficie d'un accueil plus positif.
En 2017, elle obtient le premier rôle de la romance Everybody Loves Somebody, qui lui vaut quelques propositions au titre de meilleure actrice lors de festival du cinéma mexicain, en plus d'un accueil critique enjoué.
En 2019, la direction du réseau ABC annonce que la série Murder est renouvelée pour une sixième et ultime saison, s'achevant après 90 épisodes. Karla Souza quitte d'ailleurs la distribution régulière lors de cette dernière saison.
Elle rejoint le casting la série dramatique d'Amazon Video, El Presidente, qui relate les faits de l'affaire de corruption de la FIFA 2015, aux côtés du colombien Andrés Parra et de la mexicaine Paulina Gaitán.

## Filmographie

### Cinéma

#### Longs métrages
- 1993 : Aspen Extreme de Patrick Hasburgh : Kimberly
- 2010 : El efecto tequila de Leon Serment : Ana Luisa
- 2011 : From Prada to Nada d'Angel Gracia: Lucy
- 2012 : Suave patria de Francisco Javier Padilla : Roxana Robledo
- 2013 : Ni repris ni échangé (No se aceptan devoluciones) d'Eugenio Derbez : Jackie
- 2013 : 31 días d'Erika Grediaga : Mayra
- 2013 : Me Late Chocolate de Joaquin Bissner : Moni
- 2013 : Nosotros los Nobles de Gary Alazraki : Bárbara Noble
- 2016 : Sundown de Fernando Lebrija: Ashley Lopez
- 2016 : Le meilleur est à venir (¿Qué culpa tiene el niño?) de Gustavo Loza : Maru
- 2017 : Everybody Loves Somebody (Todos queremos a alguien) de Catalina Aguilar Mastretta : Clara Barron
- 2019 : Jacob's Ladder de David M. Rosenthal : Annie / Angel
- 2020 : La Nuit où a sauvé Maman : Jay
- 2022 : Day Shift de J. J. Perry : Audrey San Fernando
- 2022 : Dive
- 2022 : Voy a pasármelo bien : Layla
- 2022 : There Are No Saints de Alfonso Pineda Ulloa : Collie

#### Court métrage
- 2019 : Crossbow de Zach Lasry

### Télévision

#### Séries télévisées
- 2008 : Terminales
- 2009 : Verano de amor : Dana Villalba Duarte
- 2010 : Persons Unknown : Dosette
- 2010 - 2011 : Los Héroes del Norte : Prisca
- 2011 : Niño Santo : Lucia
- 2012 : La Clinica : María del Pilar 'Maripily' Rivadeneyra / María Emilia 'Marimily' Pérez
- 2014 - 2020 : How to Get Away with Murder : Laurel Castillo (78 épisodes)
- 2020 : El Presidente[15] : Lisa Harris, alias «Rosario»
- 2021 - 2023 : Home Economics : Marina

#### Téléfilms
- 2012 : Lado B de Rodrigo Arnaz : Pam
- 2020 : La Nuit où on a sauvé maman (The Sleepover) de Trish Sie : Jay

## Distinctions
Sauf indication contraire ou complémentaire, les informations mentionnées dans cette section proviennent de la base de données IMDb.

### Récompenses
- Prix ACE 2013 : Meilleure révélation féminine pour Suave Patria
- The Festival Pantalla de Cristal 2013 : Meilleure actrice pour Nosotros los Nobles
- Diosa de Plata 2014 : Meilleure actrice pour Nosotros los Nobles

### Nominations
- Mexican Cinema Journalists 2017 : meilleure actrice pour Le meilleur est à venir
- Mexican Cinema Journalists 2018 : meilleure actrice pour Todos queremos a alguien
- Premios Luminos 2017 : Meilleure actrice pour Todos queremos a alguien
- Imagen Awards 2018 : meilleure actrice de télévision dans un second rôle pour Murder